# Bellevalia fominii
Bellevalia fominii är en sparrisväxtart som beskrevs av Jurij Nikolajevitj Voronov. Bellevalia fominii ingår i släktet Bellevalia och familjen sparrisväxter. Inga underarter finns listade i Catalogue of Life.